# Аколуф (Византия)
Аколуф (греч. ἀκόλουθος- ако́лутос, то есть сопровождающий или атташе) — в Византии название должности начальника варяжской стражи. Определение этой должности приводится в трактате середины XIV века De Officiis Псевдо-Кодина: «аколуф является ответственным за варангов: во главе их он сопровождает императора; поэтому его и называют аколуфом, то есть сопровождающим». Это звание упоминается ещё в трактате Константина Багрянородного «О церемониях», и тогда это был начальник отряда иностранных наёмников. Это была достаточно важная должность. Хотя аколуф подчинялся друнгарию виглы, он был в значительной степени независим от него. При Палеологах аколуф занимал 51-ю позицию в придворной иерархии. Полагающееся по рангу облачение аколуфа также описано у Кодина: тюрбан с золотым шитьём, шёлковый каввадий и скараник с маленькой красной кисточкой. В обязанности аколуфа входило в некоторых случаях выполнение важных военных задач в роли полководца, а также участие в придворных церемониях и даже дипломатические миссии. В качестве помощников у аколуфа было несколько примикириев.
Согласно трактату «О церемониях» церемониальная роль аколуфа была незначительна. В ходе воскресных приёмов он приглашал членов синклита входить в Юстинианов триклиний. Перед началом приёма аколуф стоял у ведущей в триклиний двери, рядом с которой находилась занавесь с вышитыми на ней птицами, и смотрел, не появились ли уже церемониарий с силенциариями и не стоят ли они уже в надлежащем порядке за этой занавеской. По команде церемониария аколуф возглашал, обращаясь к друнгарию «повели!», после чего друнгарий входил в триклиний, кланялся церемониарию и силенциариям, после чего становился лицом на запад. После того, как друнгарий занимал своё место, аколуф обращался к магистрам и патрикиям «повелите!», после чего те заходили в залу. Наконец, подобным же образом аколуф призывал секретиков. Не сохранилось целиком описание обряда ежедневного собрания на Ипподроме начальников придворных тагм, проводимых друнгарием виглы, в подчинении которого находился аколуф. Здесь же, на Ипподроме, происходило производство в проедры, в ходе которого аколуф сопровождал проедра синклита.
Известны имена нескольких аколуфов. В правление Константина IX (1042—1054) эту должность занимал патрикий Михаил. В 1051—1052 годах он участвовал в кампании Никифора Вриенния против печенегов. Несколько позже Михаил командовал в Иберии отрядом варяжских и франкских наёмников против турок. В сражениях с печенегами при Алексее I Комнине (1081—1118) варягами командовал Нампит. При Мануиле I (1143—1180) ко двору короля Конрада III с дипломатической миссией был отправлен аколуф Стефан. В 1160—1161 в Антиохию отправился аколуф Василий Каматер с целью выбора одной из дочерей Раймунда Антиохийского в жёны императору. Этот же Василий представлял императора на нескольких поместных соборах. Из текстов и данных сигиллографии известны и другие аколуфы. Последний аколуф, известный по имени — Иоанн Номикопул в 1199 году.

### Первичные источники
- Pseudo-Kodinos. Traité des offices / trad. par Jean Verpeaux. — Paris, 1966. — 417 p.

### Исследования
на русском языке
- Беляев Д. Ф. Обзор главных частей Большого дворца византийских царей. — Byzantina. Очерки, материалы и заметки по византийским древностям. — СПб.: Типография Императорской Академии наук, 1891. — Т. I. — 200 с.
- Беляев Д. Ф. Ежедневные и воскресные приёмы византийских царей и праздничные выходы их в храм св. Софии в IX-X в. — Byzantina. Очерки, материалы и заметки по византийским древностям. — СПб.: Типография И. Н. Скороходова, 1893. — Т. II. — 308 с.
- Бибиков М. В. К варяжской просопографии Византии // Scando-Slavica. — 1990. — Т. 36. — С. 161—171.

на французском языке
- Guilland R. Études sur l'histoire administrative de l'empire byzantin : les commandants de la garde impériale, l'ἐπὶ τοῦ στρατοῦ et le juge de l'armée // Revue des études byzantines. — 1960. — Т. 18. — С. 79—96. — doi:10.3406/rebyz.1960.1221.